# Agent Side Grinder
Agent Side Grinder ist eine Elektronik-Band aus Bromma, Stockholm, welche 2005 gegründet wurde. Die Band hat bisher vier Alben veröffentlicht.

## Geschichte
Die ersten zwei Alben, Agent Side Grinder (2008) und Irish Recording Tape (2009) hatten ihre musikalischen Wurzeln im Post–Punk, Industrial und Dark Elektro.
Das dritte Album Hardware (2012), welches mit komplexen und strukturierten Sounds aufwartete, wurde „Album des Monats“ im Vice, landete auf diversen Best Of Listen des Jahres inklusive der von Dagens Nyheter, Metro und Time Out Paris und gewann den Manifest-Award (schwedischer Indie-Grammy) als bestes Synth-Album in 2013.
An diesem Album beteiligten sich auch andere schwedische Künstler wie Skriet und Henric de la Cour.
2015 veröffentlichte die Band Alkimia, welches den Erfolg von Hardware bei weitem übertraf. Das Album enthält einen Gastauftritt von Nicole Sabouné.
Agent Side Grinder hat bisher acht Europa-Tourneen durchgeführt und ist auf Festivals wie dem M’era Luna Festival, Wave-Gotik-Treffen, The Great Escape, Eurosonic, Les Transmusicales de Rennes, Entremurahlas, Bimfest, Drop Dead Festival und Arvikafestivalen aufgetreten. Agent Side Grinder teilten die Bühne unter anderem mit Suicide sowie Laibach und kooperierten mit Künstlern wie Dirk Ivens, Kite und Henric de la Cour.

## Galerie

Agent Side Grinder, Besetzung live beim Nocturnal Culture Night 2018 in Deutzen
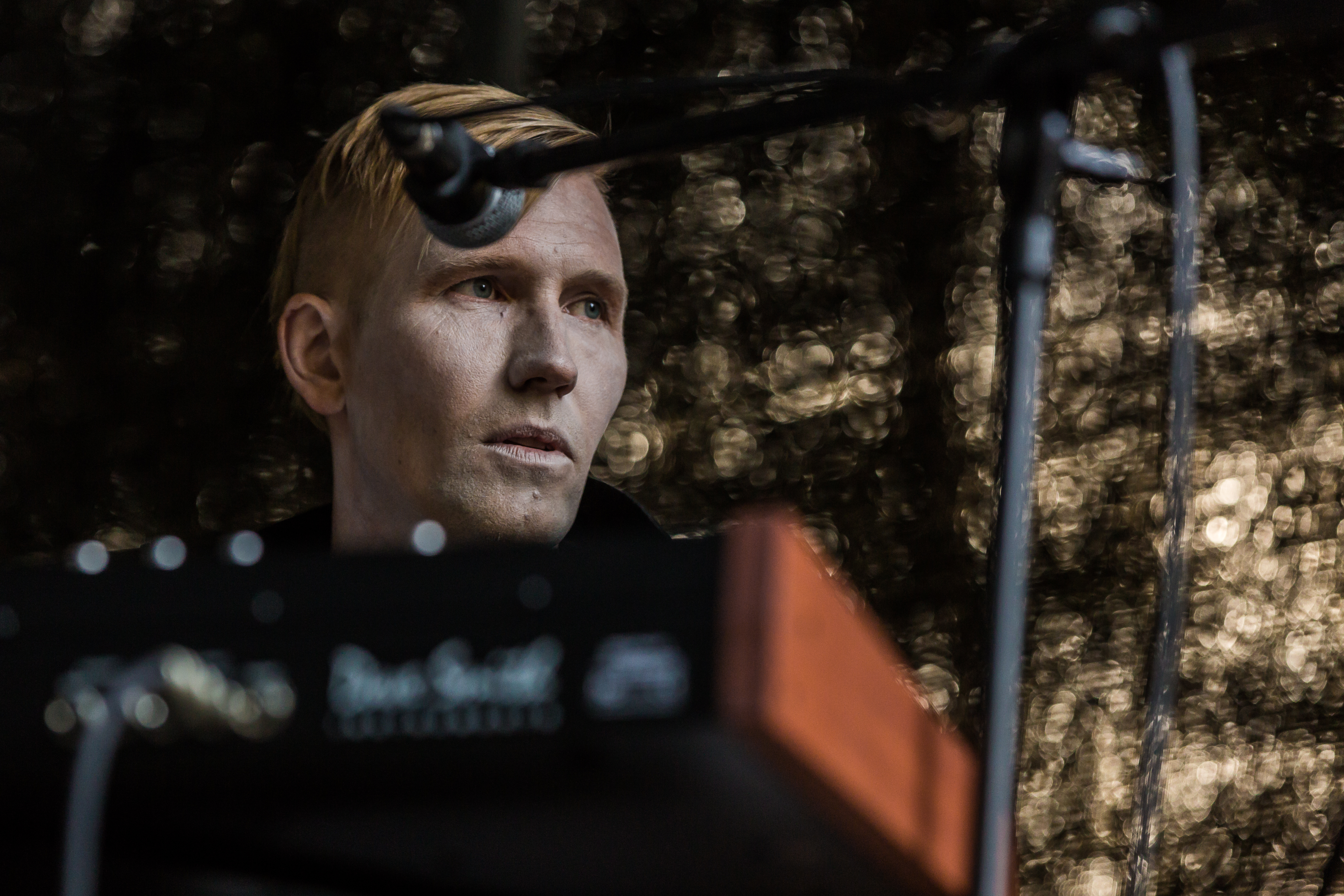
Keyboarder Johan Lange
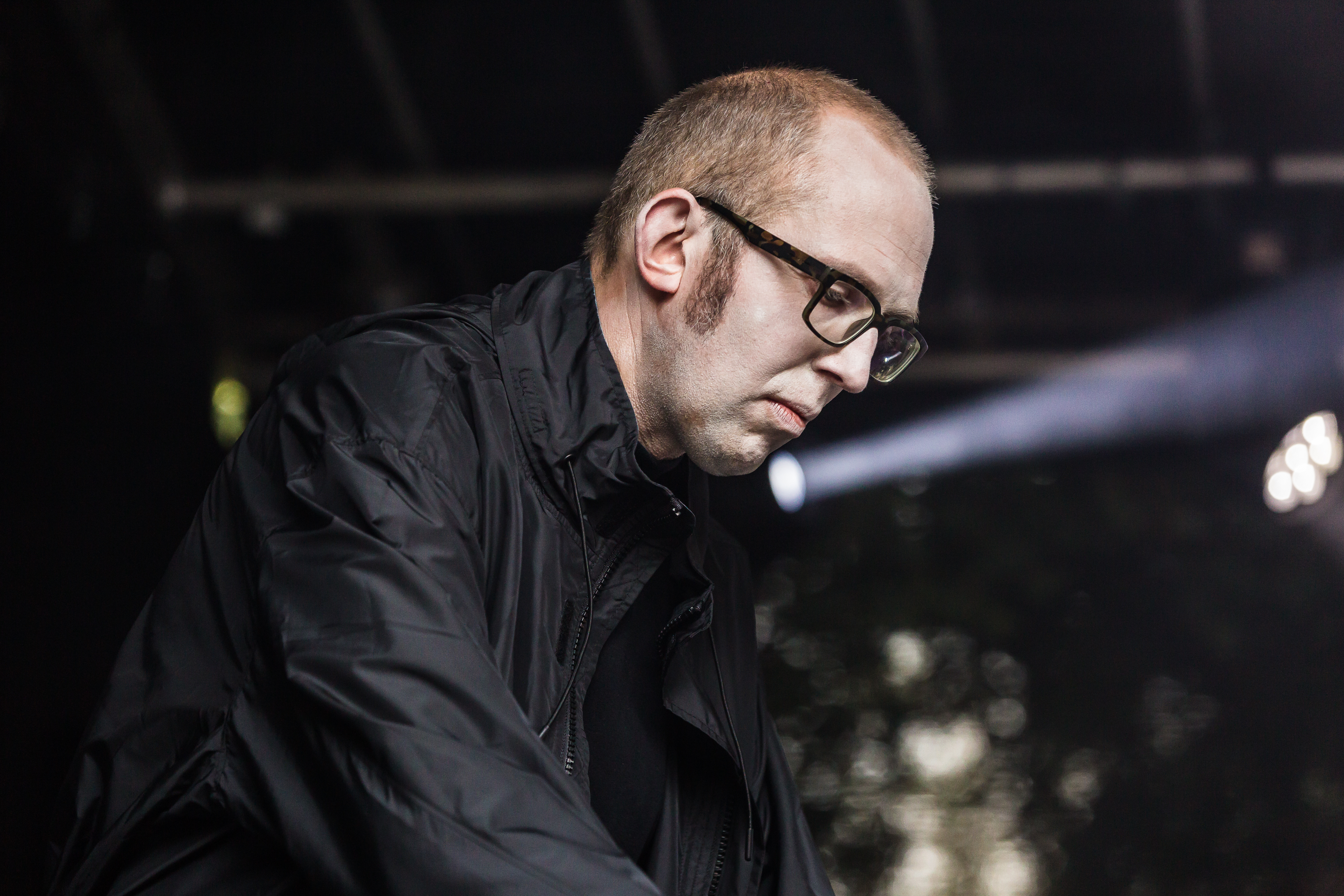
Keyboarder Peter Fristedt
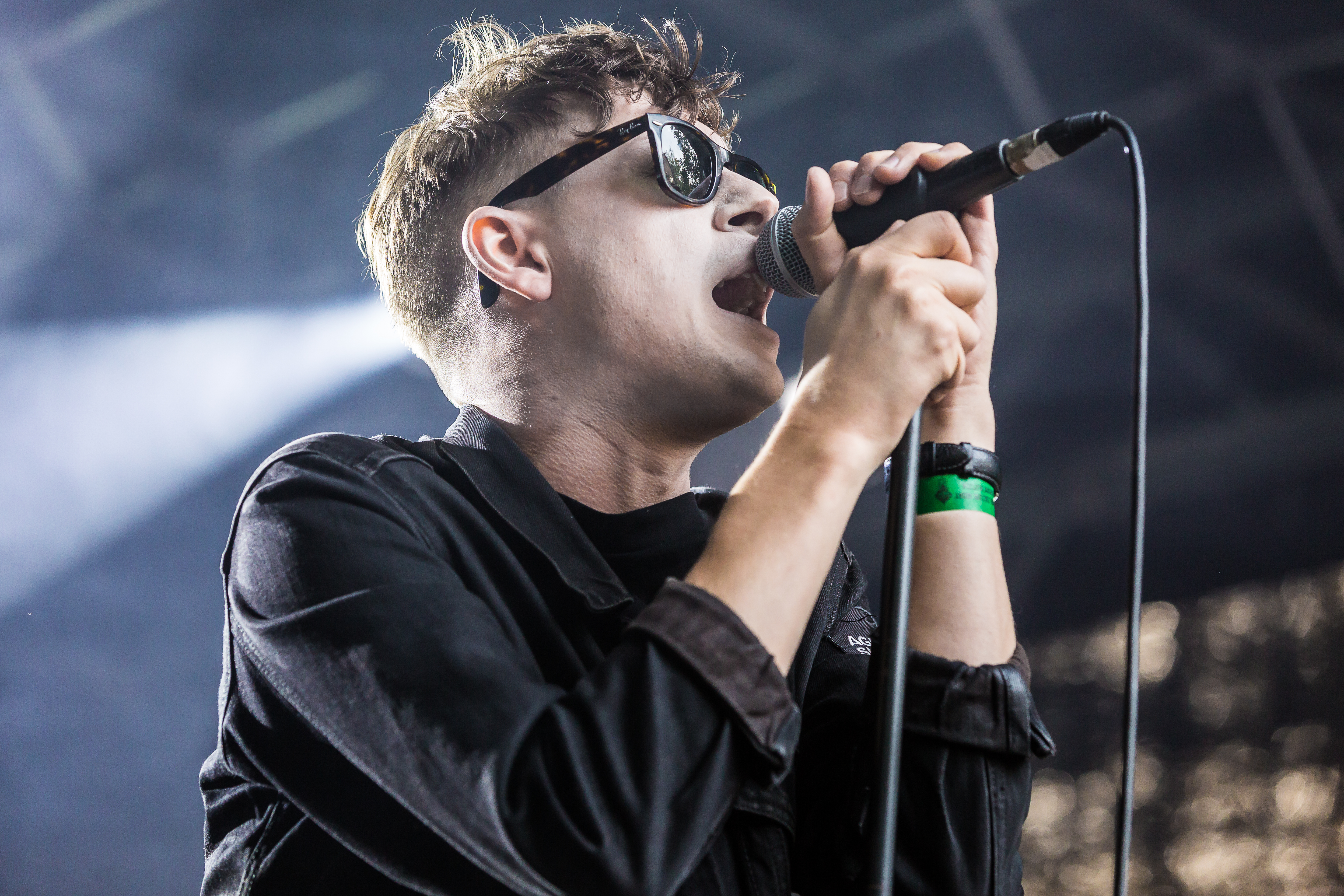
Sänger Emanuel Åström

## Diskografie
Studioalben
| Titel                          | Format     | Jahr | Label                |
| ------------------------------ | ---------- | ---- | -------------------- |
| Agent Side Grinder             | LP         | 2008 | Enfant Terrible      |
| Agent Side Grinder             | CD         | 2010 | Kill Shaman          |
| Agent Side Grinder             | LP reissue | 2011 | Energy Rekords       |
| The Transatlantic Tape Project | Tape       | 2009 | Hästen & Korset      |
| The Transatlantic Tape Project | LP         | 2009 | Enfant Terrible      |
| Irish Recording Tape           | LP         | 2009 | Enfant Terrible      |
| Irish Recording Tape           | CD         | 2010 | Klangarkivet         |
| Irish Recording Tape           | LP reissue | 2016 | Progress Productions |
| Hardware                       | CD         | 2012 | Klangarkivet         |
| Hardware                       | Tape       | 2012 | Klangarkivet         |
| Hardware                       | LP         | 2012 | Energy Rekords       |
| Hardware (SFTWR included)      | 2xCD       | 2013 | Artoffact Records    |
| SFTWR (Remixes)                | CD         | 2013 | Klangarkivet         |
| Alkimia                        | CD         | 2015 | Progress Productions |
| Alkimia                        | LP         | 2015 | Progress Productions |

Live-Alben
| Titel                                              | Format | Live Datum              | Jahr | Label                        |
| -------------------------------------------------- | ------ | ----------------------- | ---- | ---------------------------- |
| Live at TMPL                                       | Tape   | 09-06-2007              | 2007 | Self Released                |
| Live at Delicious Goldfish Records                 | Tape   | 10-06-2007              | 2007 | Self Released                |
| Two Nights with ASG                                | Tape   | 24-10-2008 & 25-10-2008 | 2008 | Self Released                |
| Live in Paris 2009-10-02                           | Tape   | 02-10-2009              | 2010 | Self Released                |
| Industrial Beauty                                  | Tape   | Spring 2010             | 2010 | Self Released                |
| Industrial Beauty                                  | CD     | Spring 2010             | 2011 | Manic Depression             |
| Live in Switzerland (with Suicide)                 | Tape   | 04-09-2010              | 2010 | Klangarkivet                 |
| Live Targets                                       | Tape   | March 2012              | 2012 | Klangarkivet                 |
| Hardware Comes Alive                               | CD     | 17-05-2012              | 2012 | Complete Control Productions |
| Live in Brussels 2012-12-08 (with unhappybirthday) | Tape   | 08-12-2012              | 2013 | Self Released                |

Singles
| Titel                                | Format   | Jahr | Label                |
| ------------------------------------ | -------- | ---- | -------------------- |
| Untitled                             | 7"       | 2007 | Enfant Terrible      |
| Wolf Hour                            | CD Promo | 2011 | Klangarkivet         |
| Go (Bring It) Back (with Dirk Ivens) | 12"      | 2014 | Kollaps Records      |
| This Is Us                           | 12"      | 2014 | Progress Productions |
| Rip Me                               | 12"      | 2015 | Oráculo Records      |

Kompilationsalben
| Titel                      | Format | Jahr | Label            |
| -------------------------- | ------ | ---- | ---------------- |
| Industrial Beauty          | CD     | 2011 | Manic Depression |
| Industrial Beauty Extended | CD     | 2016 | Manic Depression |

Beiträge zu Kompilationen
| Tite                                                                                   | Format  | Lied                                            | Jahr | Label                        |
| -------------------------------------------------------------------------------------- | ------- | ----------------------------------------------- | ---- | ---------------------------- |
| Hoera! Een Hex Voor Thuis!                                                             | LP      | In Line with Me (Compressed Version)            | 2007 | Hex Grammofoonplaten         |
| Festival der genialen Dissidenten                                                      | LP + 7" | There Is a Sound That Always Goes Out           | 2008 | Enfant Terrible              |
| Darkness Before Dawn Volume 3                                                          | CD      | Die to Live (Darkness Before Dawn Edit)         | 2011 | UpScene                      |
| Dödgrävardisko - En Samling Svensk Elektronik 1980-2012                                | Tape    | Billy                                           | 2012 | Dödsdans Rekords             |
| Inside the Volcano Volume One                                                          | CD      | Life in Advance (Crash Course In Science Remix) | 2013 | Complete Control Productions |
| My Precious! A Waves Radio Show Compilation 1                                          | LP      | Giants Fall (Kinex Kinex remix)                 | 2016 | Red Maze Records             |
| 30 Years of Black Celebration - A Compilation of Exclusive Depeche Mode Cover Versions | CD      | A Question of Time                              | 2016 | Sonic Seducer                |